# Elbridge Colby
Elbridge Colby, né le 30 décembre 1979, est un analyste géopolitique et haut responsable de défense américain, spécialiste de la politique de sécurité nationale des États-Unis.
De 2017 à 2018, il est sous-secrétaire adjoint à la Défense pour la stratégie et le développement de la force au sein de la première administration Trump. Il joue un rôle important dans l’élaboration de la politique de défense nationale américaine, qui déplace l'attention du département de la Défense vers les défis posés par la montée en puissance de la Chine. En décembre 2024, après son élection, le président élu Donald Trump nomme Elbridge Colby au poste de sous-secrétaire à la politique de Défense.

## Biographie

### Formation et début de carrière
Elbridge Colby naît le 30 décembre 1979, il est le petit-fils de William Colby, ancien directeur de la CIA dans les années 1970.
Elbridge Colby est diplômé du Harvard College en 2002 et de la faculté de droit de Yale en 2009,. Au début de sa carrière, il passe plus de cinq ans au service du département de la Défense, du département d'État et de la Communauté du renseignement, dont une période de service auprès de l'Autorité provisoire de la coalition en Irak en 2003,. Il travaille également au sein du cabinet du directeur du renseignement national lors de sa création en 2005-2006.
De 2010 à 2013, Elbridge Colby travaille comme analyste au CNA, une organisation de recherche et d’analyse à but non lucratif financée par le gouvernement fédéral. De 2014 à 2017, il reçoit la bourse Robert M. Gates et fait son entrée au Center for a New American Security. En 2015, il est pressenti pour occuper un poste important dans la campagne de Jeb Bush en vue de l'élection présidentielle de 2016 (qui ne dépassera finalement pas les primaires), mais il n'est pas sélectionné, après que des « néoconservateurs interventionnistes de premier plan » se soient opposés à lui,.

### Première administration Trump
En mai 2017, Elbridge Colby est nommé sous-secrétaire adjoint à la Défense pour la stratégie et le développement des forces en anglais : Deputy Assistant Secretary of Defense for Strategy and Force Development), poste qu'il occupe pendant un an, jusqu'en 2018. À cette fonction, il est notamment responsable de la stratégie de défense et de l'analyse stratégique de la politique du secrétaire à la Défense. Il est le principal représentant du département de la Défense lors de l'élaboration de la Stratégie de sécurité nationale de 2017.
En tant que secrétaire adjoint adjoint, Elbridge Colby est le principal responsable de l'élaboration et de la mise en œuvre de la Stratégie de défense nationale de 2018 (National Defense Strategy, NDS).
Cette nouvelle politique marque un tournant, en faisant de la « concurrence stratégique interétatique » la nouvelle préoccupation principale pour la sécurité nationale des États-Unis, remplaçant le terrorisme. Selon la NDS 2018, « le principal défi à la prospérité et à la sécurité des États-Unis est la réémergence d'une concurrence stratégique à long terme », pointant la menace de la Chine et de la Russie. Elbridge Colby ajoute que « le principal défi auquel sont confrontés le ministère de la Défense et la force conjointe est l'érosion de l'avantage militaire américain vis-à-vis de à la Chine et de la Russie ».
Selon Politico, en tentant de réorienter les ressources militaires américaines du Moyen-Orient vers le Pacifique, Elbridge Colby fait face à une opposition bureaucratique considérable de la part du CENTCOM et de l'état-major interarmées, mais il reçoit le soutien de l'US Air Force et de la Navy.

### Retour à l'analyse stratégique
Après avoir quitté le département de la Défense, Elbridge Colby retourne en juin 2018 au Center for a New American Security, où il continue à travailler sur les questions de défense jusqu'en 2019. Il lance ensuite The Marathon Initiative, un think tank consacré à la recherche de stratégies permettant aux États-Unis de rivaliser avec leurs rivaux mondiaux,,.
En 2021, il publie son premier livre, The Strategy of Denial: American Defense in an Age of Great Power Conflict, un essai exposant ses vues géopolitiques, que le Wall Street Journal classe parmi les dix meilleurs livres de l'année,.
Il appelle à une réduction de l'aide militaire américaine à l'Ukraine. En 2024, il s'interroge sur la communauté en ligne pro-ukrainienne NAFO, s'inquiétant du soutien affiché de certains dirigeants politiques au mouvement, ou de celui du général de l'OTAN Rob Bauer. Ses publications poussent de nombreux militants NAFO à « inonder » ses posts de réactions humoristiques, notamment en utilisant des mèmes Internet. 

### Deuxième administration Trump
Le 22 décembre 2024, Donald Trump, président élu, le nomme par avance au poste de sous-secrétaire à la politique de Défense, la troisième fonction par ordre d'importance au sein du département de la Défense.
En juin 2025, quelques mois après son entrée en fonction, il est responsable de l'arrêt de la livraison à l'Ukraine de certaines armes et munitions pour sa défense contre l'invasion russe. Le Pentagone justifie sa décision par des « inquiétudes quant au fait que les stocks d'armes des États-Unis sont descendus sous un niveau trop bas ».

## Opinions politiques

### Réalisme géopolitique et priorisation de forces
Elbridge Colby s'identifie comme un réaliste géopolitique. Il estime que la Chine est la principale menace à laquelle sont confrontés les États-Unis et que l’Asie devrait être la priorité des efforts et des ressources américaines.
Il préconise une transformation par les États-Unis de leur planification militaire et une réallocation de leurs ressources pour se préparer à un conflit autour de Taïwan. Il soutient également le renforcement de la capacité industrielle américaine,. Dans un article du magazine Time corédigé avec le président de la Heritage Foundation, il écrit : « Nous devons être absolument clairs : sans aucun doute, la principale menace extérieure pour l'Amérique est la Chine, et de loin. ». Elbridge Colby est considéré comme un « prioriseur » estimant que les États-Unis ont des ressources militaires limitées et soutenant donc une réorientation des ressources depuis Moyen-Orient et l'Europe vers l'Asie et le Pacifique.
Foreign Policy le décrit comme « la voix la plus forte et peut-être la plus convaincante à Washington à prôner un abandon total de l'Europe, de l'OTAN et de la Russie au profit du défi croissant posé par la Chine ».

### Politique américaine en Asie
Elbridge Colby estime que la Chine cherche à asseoir son hégémonie régionale sur l'Asie, qu'il considère comme la région la plus importante du monde, et que le pays atteindra cet objectif si les États-Unis ne l'arrêtent pas. Selon lui, si la Chine est autorisée à dominer l'Asie, cela réduira considérablement les perspectives d'avenir et la liberté d'action de l'Amérique, poussera l'économie américaine vers le bas de la chaîne de valeur et rendra les États-Unis moins résistants à la pression chinoise,.
Il estime que la meilleure façon pour la Chine d’atteindre l’hégémonie régionale serait d’attaquer un allié ou un quasi-allié des États-Unis, qu’il identifie comme étant Taïwan. Il prône une « stratégie du déni » consistant à refuser l'hégémonie régionale à la Chine et mettre fin à une éventuelle invasion de Taïwan. Selon Elbridge Colby, une attaque contre Taïwan conduirait à une « guerre limitée » ayant pour objectif de provoquer le moins de bouleversements possible dans la région, sans qu'aucune des deux parties ne recherche une escalade militaire ; il appelle les États-Unis à se préparer à ce scénario. Il appelle également à la création d'une « coalition anti-hégémonique » composée d'États alliés des États-Unis en Asie, pour empêcher la Chine de prendre le contrôle de Taïwan. Selon lui, si une coalition ne parvient pas à empêcher une prise de contrôle de Taïwan par la Chine, cette dernière cherchera ensuite à s'emparer des Philippines et du Viêt Nam. Il plaide pour la fin de la politique américaine d’ ambiguïté stratégique à l’égard de Taïwan, et une reconnaissance par les États-Unis de leur volonté de défendre l'île,.
Malgré sa réputation de « faucon » anti-Chine, il ne décrit pas le Parti communiste chinois ou Xi Jinping comme « diaboliques » et dénonce une « description caricaturale » de la Chine, préférant la voir comme une puissance émergente ayant « un intérêt rationnel à étendre sa sphère et se croyant lésée et exploitée ». Il est favorable à un traitement respectueux de la Chine et à un « puissant bouclier de dissuasion », recherchant plutôt le statu quo qu'une guerre sino-américaine. Il pense également que les États-Unis ne devraient pas chercher à interférer dans la politique intérieure ou l'idéologie de la Chine tant qu'elle ne cherche pas l’hégémonie régionale.
Elbridge Colby est favorable à ne plus faire de la Corée du Nord une priorité, déclarant à l'agence de presse sud-coréenne Yonhap en mai 2024 que « la Corée du Nord n'est pas une menace principale pour les États-Unis » et qu'il « ne serait pas rationnel de perdre plusieurs villes américaines juste pour [s'en] occuper ». Il incite également la Corée du Sud à assumer la responsabilité de sa propre défense, les États-Unis n'intervenant que si la Chine s'implique également dans un éventuel conflit avec le Nord. Selon Colby, les forces américaines stationnées en Corée doivent se concentrer prioritairement sur la protection de la Corée du Sud contre d'éventuelles attaques chinoises plutôt que d'être « prises en otage par la résolution du problème nord-coréen ». Il n'est pas opposé à l'acquisition de l'arme nucléaire par la Corée du Sud, considérant que la dénucléarisation de la Corée du Nord est un objectif illusoire et irréaliste. Selon lui, les États-Unis doivent se concentrer sur la limitation de la portée des missiles balistiques intercontinentaux nord-coréens, objectif qu'il considère comme plus accessible.
Elbridge Colby recommande au Japon de dépenser davantage pour son armée, déclarant au journal Nikkei en septembre 2024 que le Japon devrait consacrer au moins 3 % de son PIB à sa défense.

### Politique vis-à-vis de l'Europe
Elbridge Colby estime que l'aide apportée à l'Ukraine en réponse à l'invasion russe du pays met en péril l'attention portée par les États-Unis à la Chine. Selon lui, l'Amérique doit redonner la priorité dans l'allocation de ses ressources militaires à la rivalité avec la Chine, même si cela implique une réduction de son soutien à l'Ukraine. En 2023, il déclare à Politico que « l'Ukraine ne devrait pas être au centre des préoccupations. La meilleure façon d'éviter la guerre avec la Chine est d'être [...] préparé de telle sorte que Pékin se rende compte qu'une attaque contre Taïwan est susceptible d'échouer. Nous devons être un faucon pour arriver à un point où nous pouvons être une colombe. C'est une question d'équilibre des pouvoirs ».
Il nuance plus tard ses propos en écrivant qu'« il est dans l'intérêt de l'Amérique d'éviter [une défaite ukrainienne], mais nous devons poursuivre cet intérêt d'une manière cohérente avec notre plus haute priorité, à savoir restaurer une défense forte le long de la première chaîne d'îles en Asie ». S'il est en faveur de la livraison à l'Ukraine de matériels militaires inutiles dans sa stratégie asiatique, ou retirés du service, comme des chasseurs F-16 Fighting Falcon ou des véhicules blindés Bradley, il s'oppose toutefois à l'adhésion de l'Ukraine à l'OTAN, en appelant à la place les pays européens à consacrer davantage de ressources à la lutte contre la Russie et au renforcement de leurs forces armées. Il estime que les membres européens de l'OTAN devraient consacrer environ 3 à 4 % de leur PIB à la défense et que les États-Unis devraient être « prêts à utiliser la carotte et le bâton pour encourager le bon type de comportement » chez les dirigeants européens.

### Politique vis-à-vis du Moyen-Orient
Elbridge Colby est favorable à une réduction de la présence militaire américaine au Moyen-Orient, une région qu'il décrit comme de faible importance sur le plan géopolitique. Il est favorable au retrait de l'armée américaine du golfe Persique, affirmant que les États-Unis peuvent contrer l'Iran de façon plus efficace, seulement en « renforçant les capacités militaires de ses partenaires dans la région ». Opposé à une action militaire directe contre l'Iran, Colby considère que contenir l'Iran, même doté de l'arme nucléaire, « est un objectif tout à fait plausible ».
Dans un article écrit peu avant l'attaque du Hamas contre Israël le 7 octobre 2023, il appelle à un « reset » des relations américano-israéliennes, affirmant que les États-Unis devraient « « s'en remettre davantage au jugement d'Israël sur la meilleure façon de gérer leurs défis en matière de sécurité ». Selon lui, si les États-Unis doivent continuer à soutenir matériellement et politiquement Israël, ils n'ont pas vocation à s'engager directement et ne joueront qu'on rôle de soutien.
Elbridge Colby est également critique de la politique de l'administration Biden pour lutter contre les Houthis du Yémen, particulièrement en mer Rouge.

## Publications
- (en) The Strategy of Denial: American Defense in an Age of Great Power Conflict, Yale University Press, 2021.